# Kronsztadtskaja Kołonija
Kronsztadtskaja Kołonija (ros. Кронштадтская Колония) – przystanek kolejowy w miejscowości Łomonosow, w Petersburgu, w Rosji. Położony jest na linii z Dworca Bałtyckiego do Wiejmarna.